# Anton ter Braak
Anton ter Braak (Neede, 1960) is een Nederlands beeldhouwer en bronsgieter.

## Leven en werk
Ter Braak is als kunstenaar autodidact. Hij maakt zijn beelden in brons en werkt zowel abstract als figuratief. Zijn figuratief werk is niet per definitie natuurgetrouw, doordat hij vormen versterkt of idealiseert. Paarden, stieren en vrouwen spelen een grote rol in zijn werk. Ter Braak giet en last zijn beelden zelf, hij gebruikt daarbij de verlorenwasmethode.
Beeldhouwer Wim Kuijl maakte een standbeeld van de acteur Albert Mol, dat werd geplaatst in Giethoorn (2008) en waarvan een afgietsel zou worden geplaatst in Laren. Dat werd door onenigheid over de financiering niet uitgevoerd. Op initiatief van een oud-inwoner van Laren, maakte Ter Braak een nieuw beeld van Mol, dat in 2010 door burgemeester Frans Spekreijse aan de Deventerweg werd onthuld.

## Werken (selectie)
- plaquette Berend Tormijn (2003), Noordijk
- De schrijvende meesters (2009), Gelselaar
- Flying bull (2010), Haaksbergen. In 2013 gestolen.[5]
- standbeeld van Albert Mol (2010), Laren
- Porta (2010), poort bij de Mattheüskerk in Eibergen